# Пансловенске боје
Пансловенске боје (чеш. slovanské barvy — „словенске боје”) — плава, бијела и црвена — јесу боје које су присутне на националним и државним заставама многих словенских земаља, регија и организација. Већина истраживача вјерује да боје потичу од трговачке заставе Русије.

## Историја
Комбинација бијеле, црвене и плаве боје, које су касније постала познате као словенске боје, позната је на словенским заставама још од 13. вијека: према извору из 1281. познато је да је застава Србије била црвена и плава (лат. vexillum unum de zendato rubeo et blavo — „застава од платна црвеног и плавог”); Гелнхаузенским кодексом из 1407. утврђено је да је застава Моравске плава с црвено-бијелим орлом; заставе Пољске из 15. вијека биле су црвена с бијелим орлом, бијело-плаво-црвени барјак који је приказан и на Стокхолмском свитку, илуструјући свечану поворку у Кракову 1605. године.
На Словенском конгресу у Прагу 1848, према Георгију Вилинбахову, учесници су одлучили да ће узети руску бијело-плаво-црвену заставу као основу за заставе својих ослободилачких покрета. На самом конгресу чешки Морављани су наступили са бијело-плаво-црвеном заставом. Исте године Лужички Срби су прогласили плаво-црвено-бијелу тробојку за свој национални симбол. Исте боје, али у другачије распореду (црвено-бијело-плава) користио је бан Хрватске Јосип Јелачић 1848, на основу чије заставе је заснована савремена застава Хрватске. Словеначке патриоте користиле су руску тробојку у истом распореду боја, а словачки револуционари 1848. усвојили су обрнути распоред боја за заставу — црвена-плава-бијела. Од 1918. плаво-бијело-црвена тробојка постала је симбол Краљевине Срба, Хрвата и Словенаца.
У иностранству су често виђали руску тробојку како се вијори на трговачким бродовима. У складу са међународном традицијом, по правилу је да је национална или државна застава истовремено и застава цивилне флоте. Стога је управо она сматрана „руском националном заставом”. У самој Руској Империји петровска бијело-плаво-црвена застава често се сматрала филистром, односно народном, и након што је држава одобрила црно-жуто-бијелу заставу 1858, друга застава је првенствено сматрана заставом владе.
На Другом свесловенском конгресу у Русији 1867, главни симбол је био бијело-златни транспарент, на којим су се налазили први словенски учитељи Ћирило и Методије, а изнад њих — Спаситељу, благослови их за апостолско дјело. Према новинским публикацијама тог времена, овај барјак словенског јединства изазвао је поштовање код свих присутних.
Постоји верзија о поријеклу пансловенских боја од боја Француске револуције 1789, које симболизују револуционарне идеје.

## Модерне заставе словенских земаља са панслoвенским бојама
- Застава Чешке
- Застава Хрватске
- Застава Русије
- Застава Србије
- Застава Словачке
- Застава Словеније

### Заставе словенских ентитета и покрајина са пансловенским бојама
- Застава Војводине
- Традиционална застава Војводине
- Застава Републике Српске
- Застава Западнохерцеговачког и Кантона 10
- Застава Аутономне Републике Крим у Украјини
- Застава Аутономне Републике Мордовије у Русији
- Застава Аутономног Округа Чукотка у Русији
- Застава Аутономног Округа Коми-Перма у Русији
- Застава Лужичких Срба
- Застава међусловенског језика
- Застава Словио језика

## Бивше заставе са панславенским бојама
- Застава Кнежевине Србије
- Застава Краљевине Србије
- Застава Државе Словенаца, Хрвата и Срба (1918. године)
- Застава Краљевине Југославије
- Застава Социјалистичке Федеративне Републике Југославије
- Застава Србије и Црне Горе
- Застава некадашње Републике Српске Крајине
- Застава Чехословачке
- Једна од пољских застава коришћених у Јануарском устанку
- Застава Краљевине Црне Горе у 19. веку
- Застава Црне Горе од 1994. до 2004.
- Застава Буковине
- Застава Источне Румелије, касније уједињене са Кнежевином Бугарском